# Żarnowica
Żarnowica – wieś w Polsce położona w województwie małopolskim, w powiecie miechowskim, w gminie Gołcza.
| SIMC    | Nazwa    | Rodzaj     |
| ------- | -------- | ---------- |
| 0319693 | Gruszawa | część wsi  |
| 0319701 | Wygoda   | przysiółek |

W latach 1975–1998 miejscowość administracyjnie należała do województwa krakowskiego.